# Rua XV de Novembro (Curitiba)

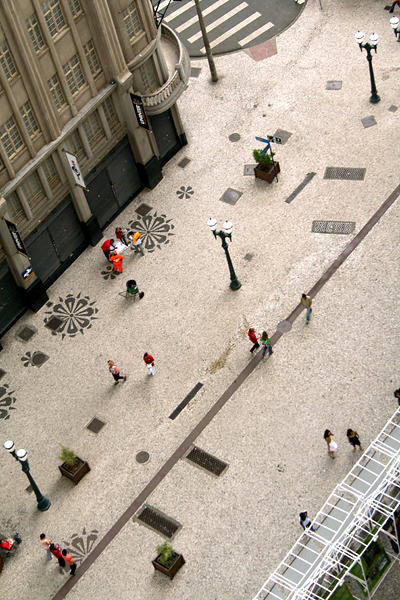
Panorama da rua.

Rua XV de Novembro é um dos logradouros mais importantes do município de Curitiba, a capital do estado do Paraná. Foi batizada para homenagear a data da Proclamação da República. Em seu trecho turístico, entre a Avenida Luiz Xavier e a Rua Presidente Faria, cujo pavimento é exclusivamente de petit-pavè, é conhecida como "Rua das Flores". Esta intervenção a tornou primeira via pública exclusiva para pedestres do Brasil, implantada e inaugurada em 1972 na gestão do então prefeito Jaime Lerner.
A rua tem seu início no Centro da cidade e após o fim do "calçadão", na esquina com a Rua Presidente Faria, a rua mantém seu espaço para os carros, estendendo-se até o bairro do Alto da XV.
Seu calçadão é caracterizado por edifícios e sobrados centenários, com bares, lojas e restaurantes e canteiros de flores em toda a sua extensão. Um dos seus prédios mais notáveis é o Palácio Avenida e ao final do calçadão esta localizado uma das principais entidades do estado: a Associação Comercial do Paraná.
A Rua XV de Novembro é um patrimônio tombada como Paisagem por lei estadual do Paraná desde 1974.

## 15 de Novembro
A Rua XV de Novembro é uma denominação clara do espírito republicano que varreu a monarquia no final do século XIX, já que esta rua possuía o nome de Rua Imperatriz, desde 1880, quando a então capital provinciana recebeu a visita dos soberanos. Entre 1850 e 1880, era chamado de Rua das Flores, apelido até hoje utilizado para o trecho que virou calçadão, no início da década de 1970.
Em 20 de maio de 1972, parte da rua foi fechado para a circulação de automóveis, tornando-se exclusiva para pedestres, numa das principais obras do primeiro mandato do prefeito Jaime Lerner.
O lado mais conhecido da XV de Novembro é seu espaço turístico, chamado de calçadão da Rua das Flores, porém, esta via centenária é uma referência para os curitibanos, não somente pela sua importância histórica, mas porque nela encontramos alguns dos mais importantes prédios da cidade, como o Palácio Avenida, o prédio histórico da UFPR, o Teatro Guaíra, a Reitoria da UFPR.

### Características
A Rua XV atravessa dois bairros da cidade, com início no Centro, no encontro com a Rua Ébano Pereira e a Travessa Oliveira Belo, e o seu final é no bairro Alto da Rua XV, no viaduto da Praça das Nações, na interseção com a Avenida Marechal Humberto de Alencar Castelo Branco.
Ao longo dos 3.300 metros de comprimento, encontra-se uma grande diversificação em seus imóveis, já que no calçadão há uma predominância de endereços comerciais, e após o prédio da UFPR verifica-se uma mescla de pontos comerciais com edifícios residências. No bairro do Alto da Rua XV, a rua convive com grandes empreendimentos comerciais ao lado de inúmeras residências.

## História
Sendo considerada a principal artéria de Curitiba, pelos aspectos turísticos e históricos, esta rua foi palco de manifestações sócio-políticas no decorrer do crescimento da capital,e o próprio ato de sua denominação foi o mais autêntico manifesto paranaense pelo início da república no Brasil. A Rua das Flores já foi nomeada como Rua da Imperatriz, porém, em 1889, poucos dias após a Proclamação da República, em 15 de novembro, os camaristas de Curitiba homenagearam o feito do marechal Deodoro da Fonseca, rebatizando a via para o nome atual. 
Seu calçamento foi discutido entre 1965 e 1972. Os comerciantes da região temiam que a intervenção na rua mais importante do centro, condenasse a região ao abandono, enquanto os donos de automóveis achavam inadmissível a prefeitura fechar o tráfego de automóveis e construir uma praça linear. Barricadas durante o dia eram montadas pela administração municipal para impedir o tráfego, contudo a noite os motoristas e comerciantes da região as retiravam.
Com isso a prefeitura iniciou as obras de calçamento em um final de semana, impedindo que mandados de segurança fossem requeridos pelos comerciantes. Foi numa noite de sexta-feira que caminhões descarregaram as pedras para calçar a rua, e a obra foi executada naquele fim de semana. Terminado o calçamento, os operários plantaram as árvores adultas e fixaram as floreiras.
A imprensa começou a atacar a prefeitura, alegando que o calçamento ofendia a "moralidade" do Golpe de Estado no Brasil em 1964. Além disso, havia um medo na prefeitura que o comandante da 5.ª Região Militar considerasse o calçadão como uma obra inútil.
Uma semana depois, um clube de automobilismo organizou um protesto na Rua das Flores. A intenção era que no sábado seguinte à realização da obra, automóveis antigos invadissem o calçadão e que motoristas que passavam pelo centro fossem convidados a acompanhá-los. Porém, a prefeitura agiu rápido e criou uma atividade infantil no local. Antes da hora prevista do protesto, funcionários da prefeitura esticaram um rolo de papel no calçadão e distribuíram tintas para as crianças que iam passando. O líder do movimento subiu com o carro na calçada e parou quando percebeu que havia dezenas de crianças agachadas desenhando. Foi o fim do protesto, porém os comerciantes, donos dos automóveis e parte da imprensa queriam a substituição do prefeito, o que não ocorreu.
Contudo, os dias passaram e a população que andava pelo centro começou a desviar seu trajeto simplesmente para olhar as flores e caminhar pela praça linear. Com mais gente andando pela Rua XV de Novembro, o comércio aumentou e oscomerciantes que antes reclamavam, perceberam o impacto positivo do calçamento para seus negócios.

## Imagens da Rua XV de Novembro
| Rua XV de Novembro na primeira década do século XXI. | Aspecto da Rua XV de Novembro em 1896. Nesta data a antiga Rua da Imperatriz sustentava sua nova denominação por somente 7 anos. | Um dos mais antigos instantâneos da atual Rua XV de Novembro. Foto de 1870 do trecho (na atualidade) entre a rua Monsenhor Celso e a rua Barão do Rio Branco. | A antiga rua da Imperatriz em 1877 na região da atual esquina com a Rua Barão do Rio Branco. |
| ---------------------------------------------------- | --- | --- | -------------------------------------------------------------------------------------------- |
|                                                      | | |                                                                                              |